# Zastrzyk domięśniowy

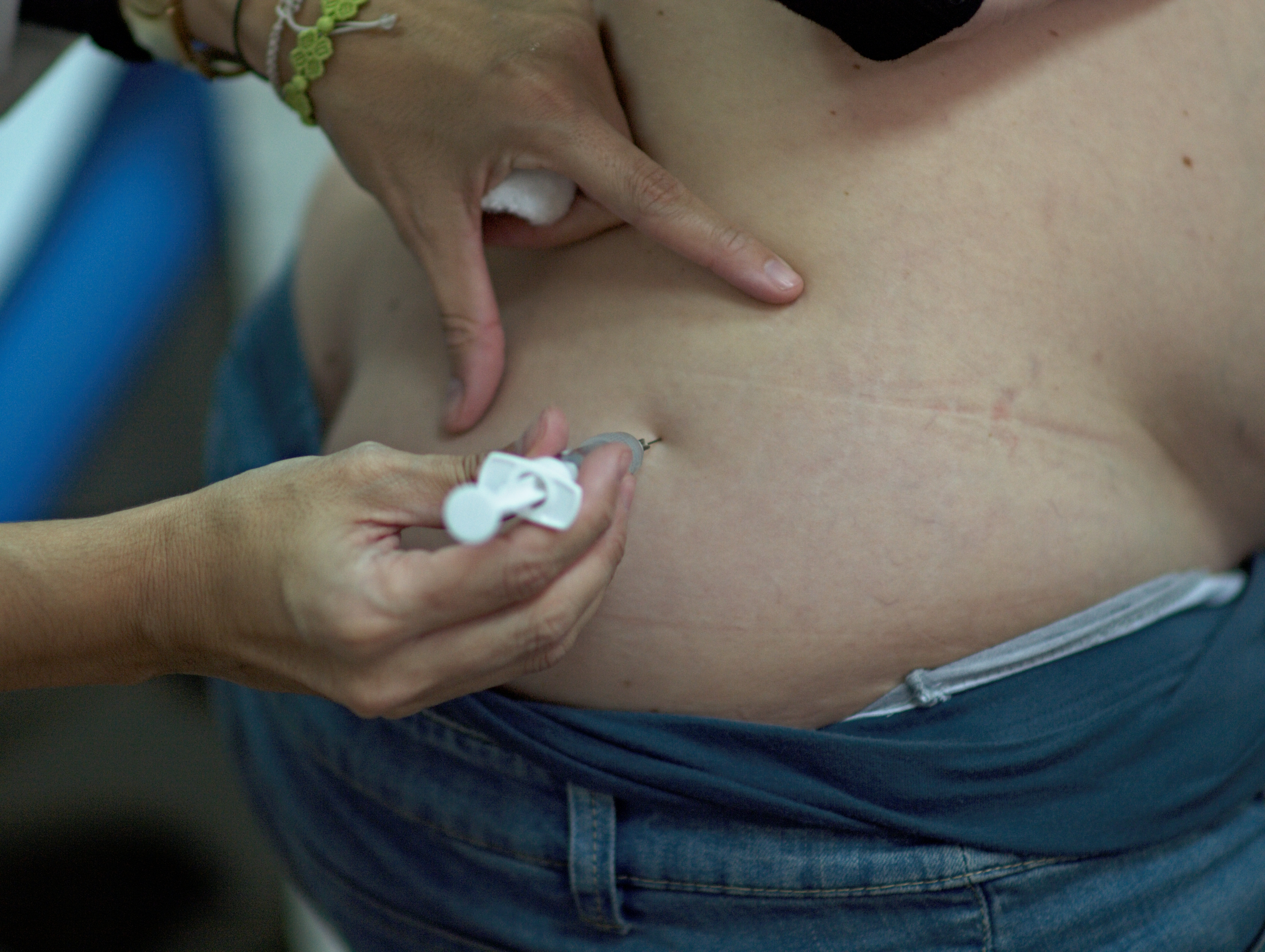
Zastrzyk domięśniowy

Zastrzyk domięśniowy, in. iniekcja domięśniowa (łac. iniectio intramuscularis, i.m.) –  wprowadzenie igły do mięśnia, w celu wprowadzenia roztworu (najczęściej leku). Podawane objętości nie powinny przekraczać 5 ml. Płyny do wstrzyknięć domięśniowych powinny mieć pH 7,0, być izoosmotyczne lub słabo hiperosmotyczne, aby zwiększyć przenikanie leku do otaczających tkanek. Wchłaniają się w czasie 10–15 min.

## Miejsce wykonywania
Iniekcje te najczęściej wykonuje się w mięśnie pośladkowe wielkie, ale mogą być także wykonywane w mięśnie uda lub ramion. Iniekcje w pośladki są – mimo nieco głębszego wbicia igły – najmniej bolesne jeśli chodzi o moment wbijania igły i wstrzykiwania roztworu; jednak po iniekcjach, szczególnie seryjnych, ból pośladków jest dokuczliwy i utrzymuje się dość długo.
Zastrzyki w pośladek wykonuje się w pozycji leżącej z nogą zgiętą lekko w kolanie (stopa położona na kostce drugiej nogi), co zmniejsza napięcia mięśni pośladka, ułatwia wbicie igły i zmniejsza ból przy podawaniu leku. Należy unikać podawania iniekcji w pozycji siedzącej, a tym bardziej w stojącej, ze względu na możliwą reakcję pacjenta, np. omdlenie.
Miejsce wbicia igły wybiera się na podstawie podziału pośladka na 4 kwadranty. Wyznacza się pozorną linię prowadzącą od końca bruzdy pośladkowej do kolca biodrowego i drugą – przechodzącą przez środek pośladka. Igłę wbija się w środek górnego zewnętrznego kwadrantu. Pamiętać należy, że jest to tylko jedna, najczęściej stosowana w Polsce, metoda wyznaczania miejsca wkłucia w przypadku iniekcji domięśniowych.
W przypadku iniekcji w udo, jedną rękę opiera się w okolicy krętarza, drugą ponad kolanem. Odwiedzione pod kątem 90° kciuki wyznaczają wyobrażoną linię pośrodkową uda. Igłę wbija się w środkowej jednej trzeciej tej linii po zewnętrznej stronie uda.
Podczas wstrzyknięcia w mięsień naramienny wykonuje się go na szerokość 2-3 palców poniżej wyrostka barkowego łopatki. Ramię powinno być rozluźnione w trakcie iniekcji. Podczas tego rodzaju iniekcji istnieje możliwość uszkodzenia nerwu promieniowego, więc leki w to miejsce podaje się w wyjątkowych sytuacjach i w małych ilościach.

## Łatwość iniekcji
Iniekcje w mięsień pośladkowy wykonuje się dość łatwo, jednakże ze względu na dużą ilość możliwych powikłań mogą być one wykonywane tylko i wyłącznie przez osoby posiadające do tego uprawnienia tj.: pielęgniarki, położne, ratowników medycznych, felczerów i lekarzy.

## Wskazania
Celem wstrzyknięcia jest:
- szybkie zadziałanie terapeutyczne
- ochrona przewodu pokarmowego
- z powodu braku możliwości podania leku doustnie

## Przeciwwskazania
Możliwe przeciwwskazania obejmują:
- wstrząs
- podejrzenie zawału serca (z uwagi na ewentualne leczenie fibrynolityczne)
- skłonność do krwawień
- branie środków przeciwzakrzepowych
- zwłóknienia tkanki podskórnej i/lub mięśniowej
- zmiany patologiczne skóry, np. wysypka
- tatuaż w miejscu iniekcji
- stan zapalny lub ropny w miejscu iniekcji
- roztwór do wstrzyknięcia zawierający związki wapnia

## Powikłania
Możliwe powikłania iniekcji domięśniowych obejmują:
- zakażenie (w wyniku nieprzestrzegania zasad aseptyki i antyseptyki)
- ropień poiniekcyjny (u pacjentów z obniżoną odpornością, np. leczonych cytostatykami, cukrzyków)
- uszkodzenie nerwów (w szczególności nerwu kulszowego i splotu ramiennego)
- jałową martwicę mięśnia (zwłaszcza przy stosowaniu kortykosteroidów)
- zrosty poiniekcyjne (u niektórych pacjentów tak liczne, że uniemożliwiają kolejne iniekcje)
- powikłania wynikające z działania leku, np. reakcje uczuleniowe
- zwłóknienia i stwardnienia tkanki podskórnej
- zanik tkanki podskórnej
- wstrząs anafilaktyczny
- zespół Nicolaua oraz zespół Hoigné (w wyniku podania kryształków lub zawiesiny leku do naczynia krwionośnego)
- zator tłuszczowy (przez podanie leku oleistego do naczynia krwionośnego)
- upośledzenie wchłaniania leku (w wyniku zbyt płytkiego wkłucia lub użycie zbyt krótkiej igły)
- bolesność (przez częste podawanie leku w to samo miejsce oraz przez zbyt szybkie podanie leku)
- szybkie wchłanianie leku (przez podania leku do naczynia krwionośnego w wyniku braku aspiracji)
- krwiak podskórny (w wyniku uszkodzenia naczynia krwionośnego)

## Fobia
Wiele osób czuje lęk przed przyjmowaniem iniekcji domięśniowych, szczególnie w pośladki, wraz z objawami układu autonomicznego (przyspieszenie częstości skurczów serca, poty, omdlenie).